# Будаев, Дмитрий Иванович

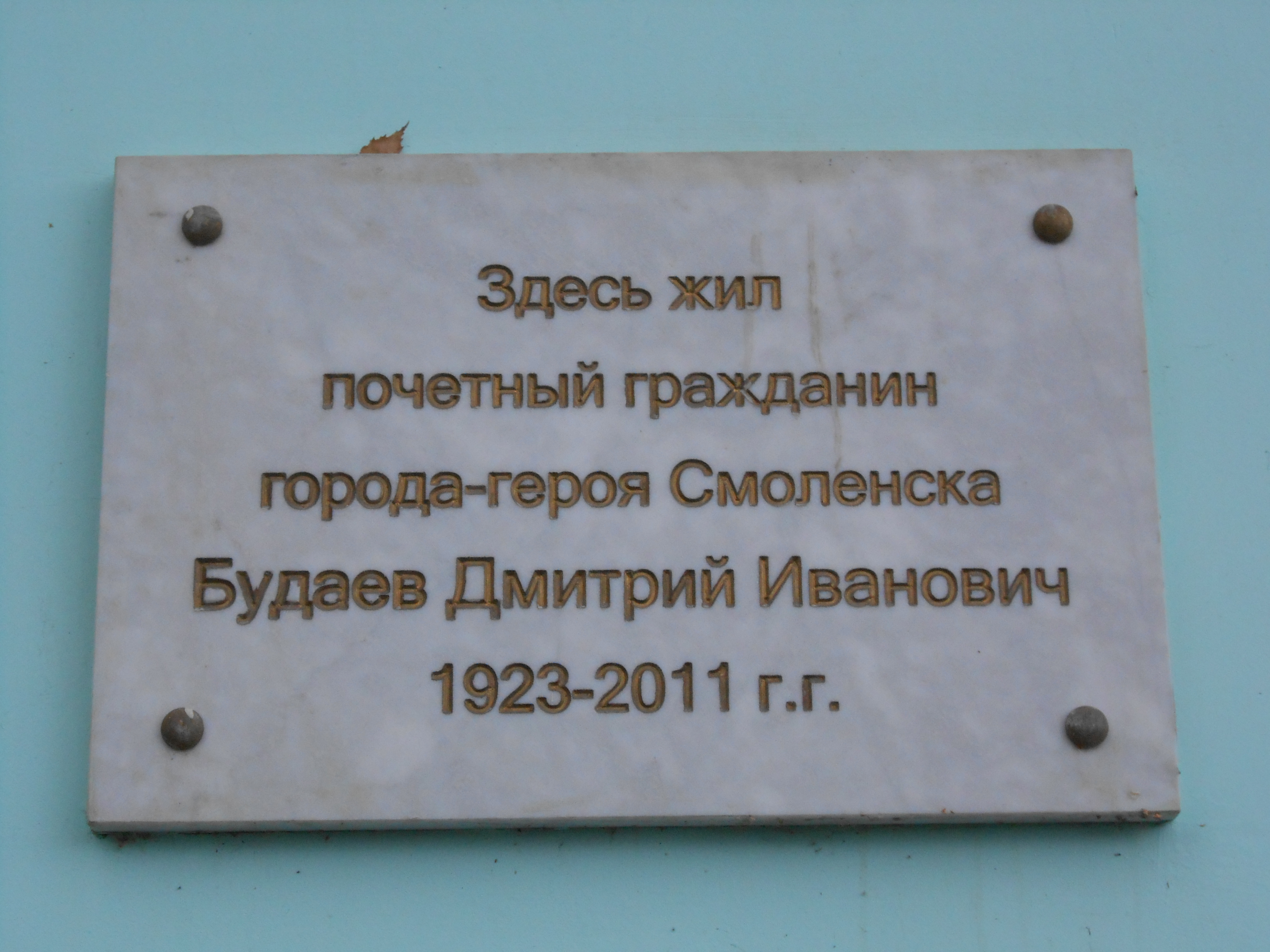
Мемориальная доска.
Улица Исаковского, 22.

Дми́трий Ива́нович Буда́ев (19 июля 1923 — 1 октября 2011) — советский и российский историк, преподаватель, почётный гражданин города Смоленска.

## Биография
Дмитрий Будаев родился 19 июля 1923 года на хуторе Семичевский Сухиничского района Калужской области в крестьянской семье. После окончания Соболевской семилетки поступил и успешно завершил учёбу в Козельском педучилище, 21 июня 1941 года получил диплом учителя неполной средней школы.
С началом Великой Отечественной войны был призван в Красную Армию и направлен в 95-й запасный стрелковый полк. Окончил школу младших командиров. По распределению попал в 782-й отдельный саперный батальон, командовал отделением (под Москвой). Принимал участие в боях за освобождение Украины, Молдавии, Румынии (Ясско-Кишиневская операция), Венгрии, Чехословакии. Позднее был назначен на должность заместителя политрука понтонной роты 102-го отдельного понтонно-мостового батальона Северо-Западного фронта. Был послан в Ленинградское военно-политическое училище, после окончания которого получил назначение на должность комсорга 794-го стрелкового полка 232-й стрелковой дивизии 40-й армии 2-го Украинского фронта. В 1945 году лейтенант Будаев был помощником начальника политотдела 240-й стрелковой дивизии по работе среди комсомольцев и молодежи. 7 апреля 1945 года был тяжело ранен в ноги и живот на территории Чехословакии и направлен во фронтовой госпиталь. Более года находился на излечении, а затем по состоянию здоровья его демобилизовали из армии. На войне Дмитрий Иванович потерял двух братьев. За отличия в Великой Отечественной войне был награждён орденами Отечественной войны 2-й степени и Красной Звезды, медалями. О своей жизни на фронте и боевых делах однополчан он рассказал в книге «Дороги моей памяти».
В 1946 году Будаев приехал в Смоленск и поступил в педагогический институт, который окончил в 1950 году. Был направлен на работу в областной краеведческий музей на должность заместителя директора по науке, а затем стал и директором музея. В 1956—1958 годах заведовал отделом культуры областной газеты «Рабочий путь», одновременно являлся членом редколлегии альманаха «Литературный Смоленск». 10 декабря 1957 года в МГУ защитил диссертацию на соискание ученой степени кандидата исторических наук. В 1958 году был приглашен на постоянную работу в педагогический институт на должность доцента. В СГПИ работал доцентом кафедры истории СССР, заведующим кафедрой, деканом факультета, проректором по научной и проректором по учебной работе. В апреле 1969 года защитил докторскую диссертацию. В 1970 году утвержден в звании профессора.
На протяжении всей своей жизни Будаев активно участвовал в общественно-политической жизни не только области, но и страны в целом. Он являлся одним из организаторов областного отделения Всероссийского общества охраны памятников истории и культуры, с 1972 по 1988 годы возглавлял его президиум, затем был в нём почётным председателем, членом Центрального совета. С марта 1992 года возглавлял областное отделение Союза краеведов России.
Будаев был крупным специалистом в области аграрной истории пореформенной России. Его монографии «Крестьянская реформа 1861 года в Смоленской губернии» (1967), «Смоленская деревня в конце XIX и начале XX веков» (1972) принадлежит к числу наиболее фундаментальных исследований по данной проблематике. Он является заместителем председателя объединения по аграрной истории России. Под его редакцией была издана монография «История крестьянства Западного региона России. 1861—1917 гг.». Его перу принадлежат многие работы, в том числе и книги по экономической и социальной истории, источниковедению и историографии, революционного движения на Смоленщине. По его инициативе и при активнейшем участии, с предисловиями или вступительными статьями изданы многие сборники архивных документов, путеводители по памятным местам родного края, туристским маршрутам.
На протяжении нескольких десятилетий Будаев вёл спецкурс по краеведению в СГПИ, читал курс лекций в школе по подготовке экскурсоводов. С 1974 по 1990 год заведовал кафедрой краеведения в Университете марксизма-ленинизма Смоленского обкома КПСС. За это время более 600 человек получили диплом лектора-краеведа, пропагандиста по проблемам патриотического и интернационального воспитания. Написал несколько книг по истории смоленского краеведения. Был ответственным редактором краеведческого словаря «Смоленская область», краткой энциклопедии «Смоленск», двухтомной энциклопедии «Смоленская область», других справочных изданий.
За около 50 лет своей научно-педагогической и общественно-политической деятельности Будаевым было написано 10 книг и монографий лично, ещё 16 — в соавторстве, составлено более 20 брошюр. Он участвовал в качестве составителя, автора вступительной статьи, ответственного редактора 6 сборников архивных документов, написал в соавторстве 9 учебников, учебных пособий, является автором более 50 рецензий на книги, более 10 статей, напечатанных в журналах АН СССР и РАН, десятки его статей были опубликованы в местных журналах. Общее количество научных трудов Д. И. Будаева: более 550 наименований.
Скончался 1 октября 2011 года, похоронен на Братском кладбище Смоленска.
Доктор исторических наук (1969), профессор (1970). Заслуженный деятель науки РСФСР (1983). Был награждён орденами Отечественной войны 1-й и 2-й степеней, орденом Красной Звезды, орденом Трудового Красного Знамени, орденом Почёта (1999), а также рядом медалей и грамот.
Решением Смоленского городского Совета от 28 апреля 2000 года № 531 за «большой вклад в историческую науку, охрану памятников истории и культуры Смоленщины, научную и просветительскую деятельность, активное участие в общественной жизни города» Дмитрий Иванович Будаев был удостоен звания «Почетный гражданин города-героя Смоленска».
18 июля 2015 года на доме № 22 по улице Исаковского в Смоленске, где более 30 лет жил Будаев, установлена мемориальная доска.